# Callicarpe de Bodinier
Callicarpa bodinieri
Pour les articles homonymes, voir Bodinier.
Espèce
Classification phylogénétique
Le callicarpe de Bodinier, encore appelé arbuste aux bonbons (Callicarpa bodinieri), est une espèce de plantes à fleurs de la famille des Lamiaceae (anciennement Verbenaceae). C'est un arbuste à feuilles caduques originaire d'Asie, remarquable par sa production de baies d'un violet vif en grappes serrées le long des tiges. Callicarpa signifie 'jolie baie' en grec.
Cette espèce a été dédiée par Augustin Mgr Léveillé au père Émile-Marie Bodinier, missionnaire et collecteur botaniste en Chine.

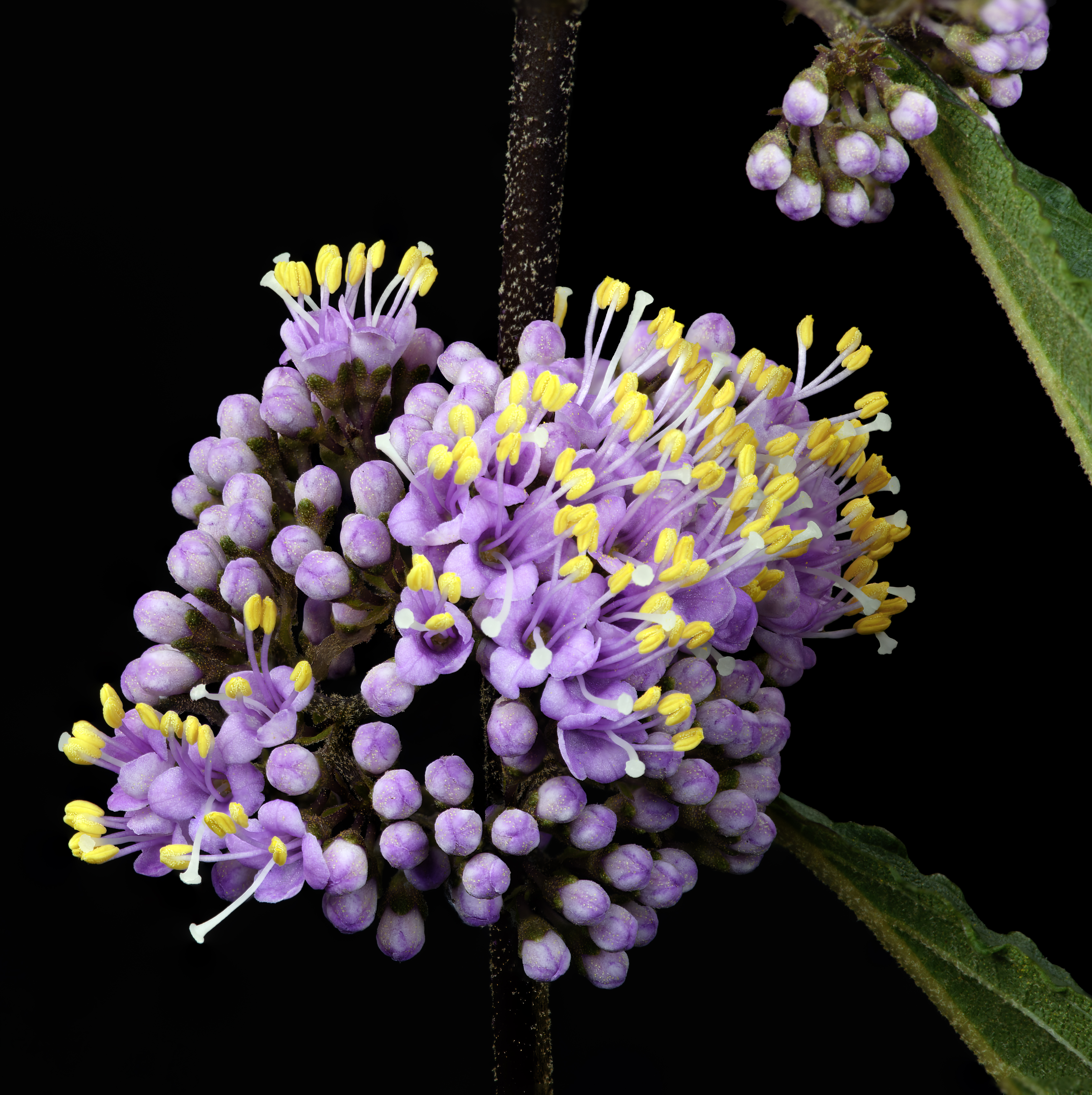
Inflorecence.
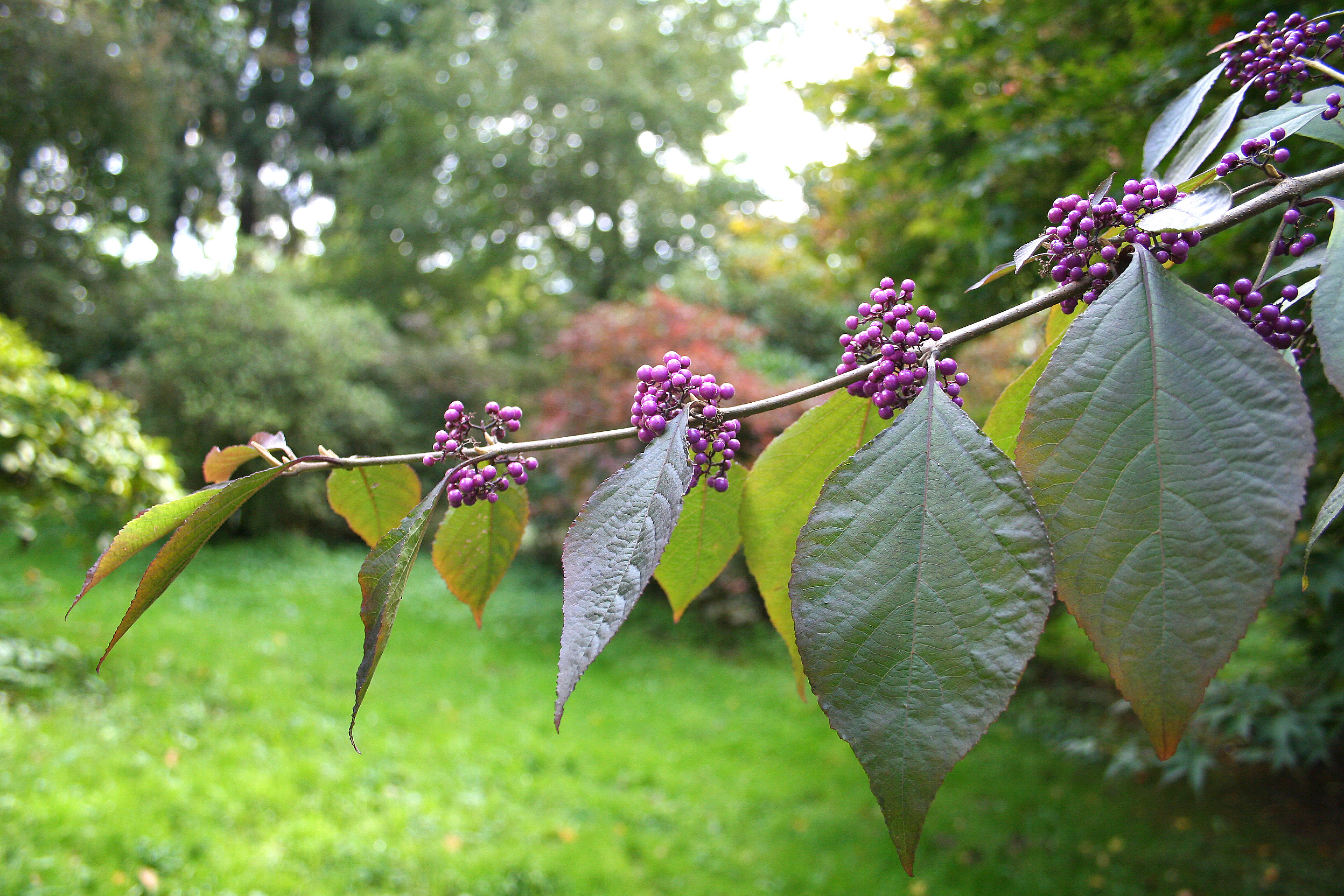
Feuilles et fruits.

Des baies ressemblant à de petites perles de couleur violet améthyste, mesurant de 3,5 à 4 mm de diamètre apparaissent sur l’arbuste au début du mois d’octobre et persistent jusqu'à la fin de l’automne. Elles sont très astringentes et considérées comme non comestibles pour l'homme.
L’arbuste produit en juillet de très petites fleurs pédonculées réunies en cymes axillaires d'environ 3,5 cm de diamètre. Celles-ci ont un calice campanulé composé de 4 sépales tomenteux. La corolle quadrilobée des fleurs est de couleur rose lilas.
Cet arbuste d'environ un à trois mètres est originaire de Chine et du Viêt Nam.